# Pierre Ier Ermangaud
Pour les articles homonymes, voir Pierre Ier.
Pierre Ermangaud est un prélat du Haut Moyen Âge, vingt-septième évêque connu de Nîmes de 1080 à 1090.